# Фуенте Тохар
Фуенте Тохар (на испански: Fuente-Tójar) е населено място и община в Испания. Намира се в провинция Кордоба, в състава на автономната област Андалусия. Общината влиза в състава на района (комарка) Суббетика. Заема площ от 24 km². Населението му е 772 души (по преброяване от 2010 г.). Разстоянието до административния център на провинцията е 96 km.

## Демография
| 1996 | 1998 | 1999 | 2000 | 2001 | 2002 | 2003 | 2004 | 2005 | 2006 |
| ---- | ---- | ---- | ---- | ---- | ---- | ---- | ---- | ---- | ---- |
| 859  | 844  | 848  | 817  | 808  | 810  | 800  | 805  | 807  | 795  |